# Anwar Khan
Anwar Ahmed Khan (urdu ‏انور احمد خان‎, ur. 24 września 1933 w Bhopalu, zm. 2 maja 2014 w Karaczi) – pakistański hokeista na trawie. Trzykrotny medalista olimpijski.
Brał udział w trzech igrzyskach (IO 56, IO 60, IO 64), za każdym razem zdobywając medale: złoto w 1960 oraz srebro w 1956 i 1964. Z dorobkiem jednego złotego i dwóch srebrnych medali jest jednym z najbardziej utytułowanych pakistańskich hokeistów w historii olimpiad.